# Alloniscus pallidulus
Alloniscus pallidulus är en kräftdjursart som först beskrevs av Gustav Budde-Lund 1885.  Alloniscus pallidulus ingår i släktet Alloniscus och familjen Alloniscidae. Inga underarter finns listade i Catalogue of Life.